# دبلیو زن برزنجیر
دبلیو زن برزنجیر یک ستاره است که در صورت فلکی آندرومدا قرار دارد.